# Grotekerkplein
Het Grotekerkplein is een plein in Rotterdam voor de ingang van de Grote of Sint-Laurenskerk. Tussen 1592 en 1976 heette dit plein Sint Laurensplaats.
Op het plein bevindt zich sinds 1964 het bronzen standbeeld van Erasmus uit 1622. Het beeld staat op een kopie van de sokkel uit 1677. Dicht bij het standbeeld  staat op het plein een bronzen zitbank als gedenkteken voor de verlichtingsfilosoof Pierre Bayle. De bank is ontworpen door de Rotterdamse kunstenaar Paul Cox en werd op 28 oktober 2012, de 543e verjaardag van Erasmus, onthuld door wethouder Alexandra van Huffelen. In de rugleuning staat de tekst Pierre Bayle le Philosophe de Rotterdam (1647-1706). Op het plein staat sinds 2009 ook het betonnen Stadspodium waar optredens plaats kunnen vinden. Het gebouw uit de wederopbouwtijd aan de noordzijde van het plein is een gemeentemonument. 
Ten noorden van de kerk lag tot 1852 een grachtje genaamd Kerkwatertje dat uiteindelijk gedempt werd. Het water verbond de parallel aan elkaar gelegen Slikvaart en Binnenrotte. Tussen de Laurenskerk en het Kerkwatertje was een dagelijkse groenmarkt waar mensen groenten konden kopen. Deze locatie werd dan ook aangeduid als Groenmarkt. Over het Kerkwatertje lag een brug naar de straat Oppert.

## Galerij

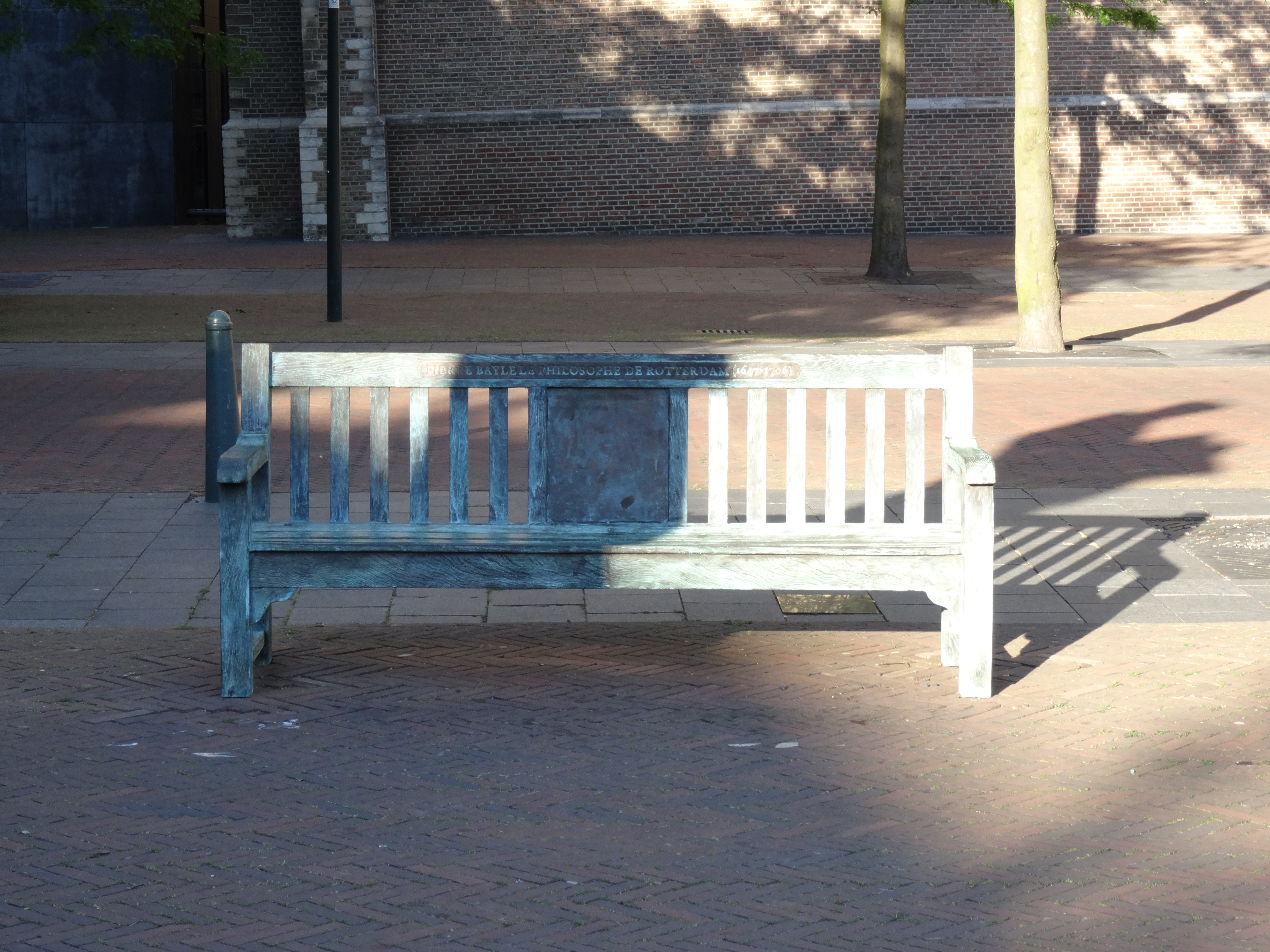
Pierre Baylebankje (2013)
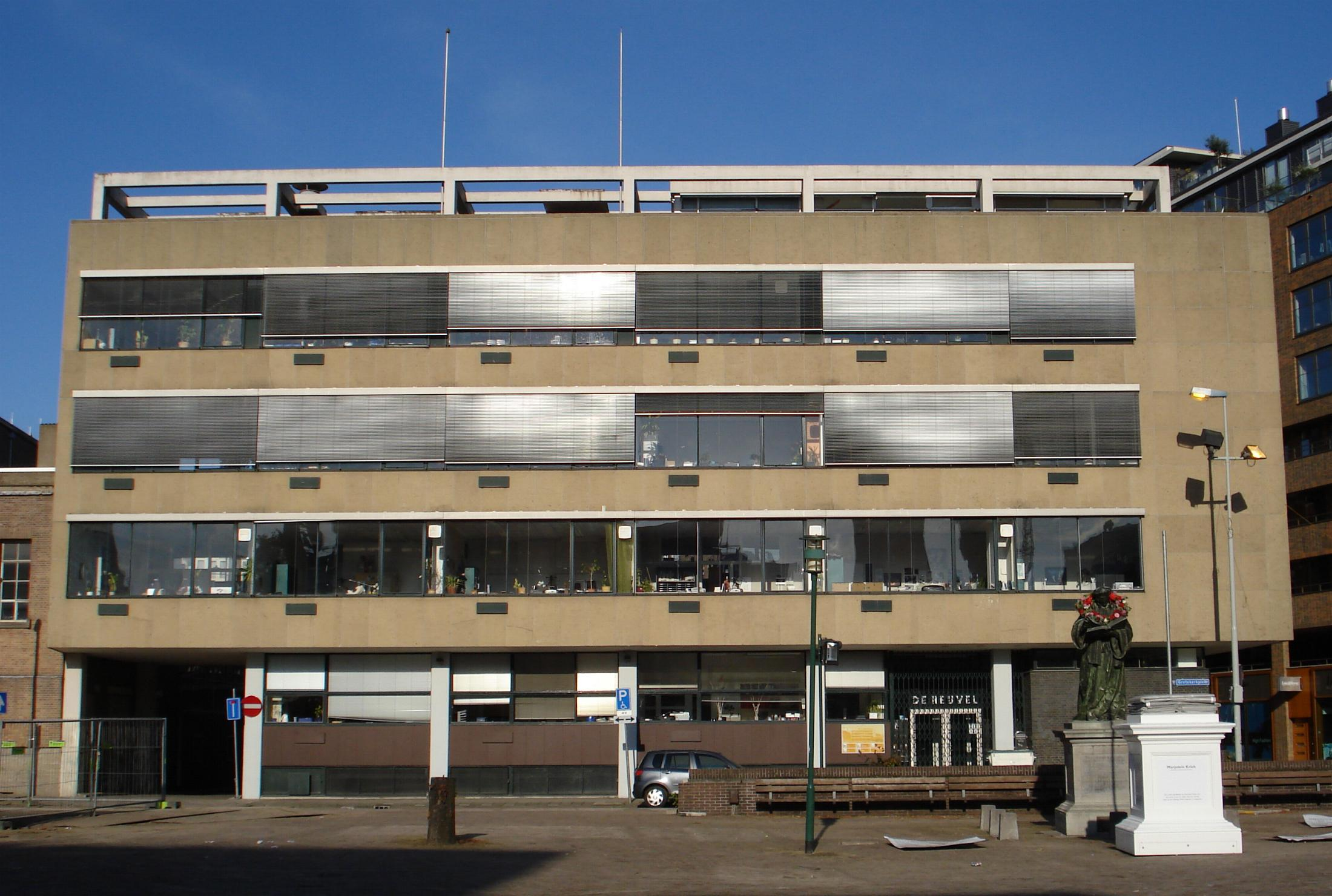
Gemeentemonument op Grotekerkplein 5 (2007)
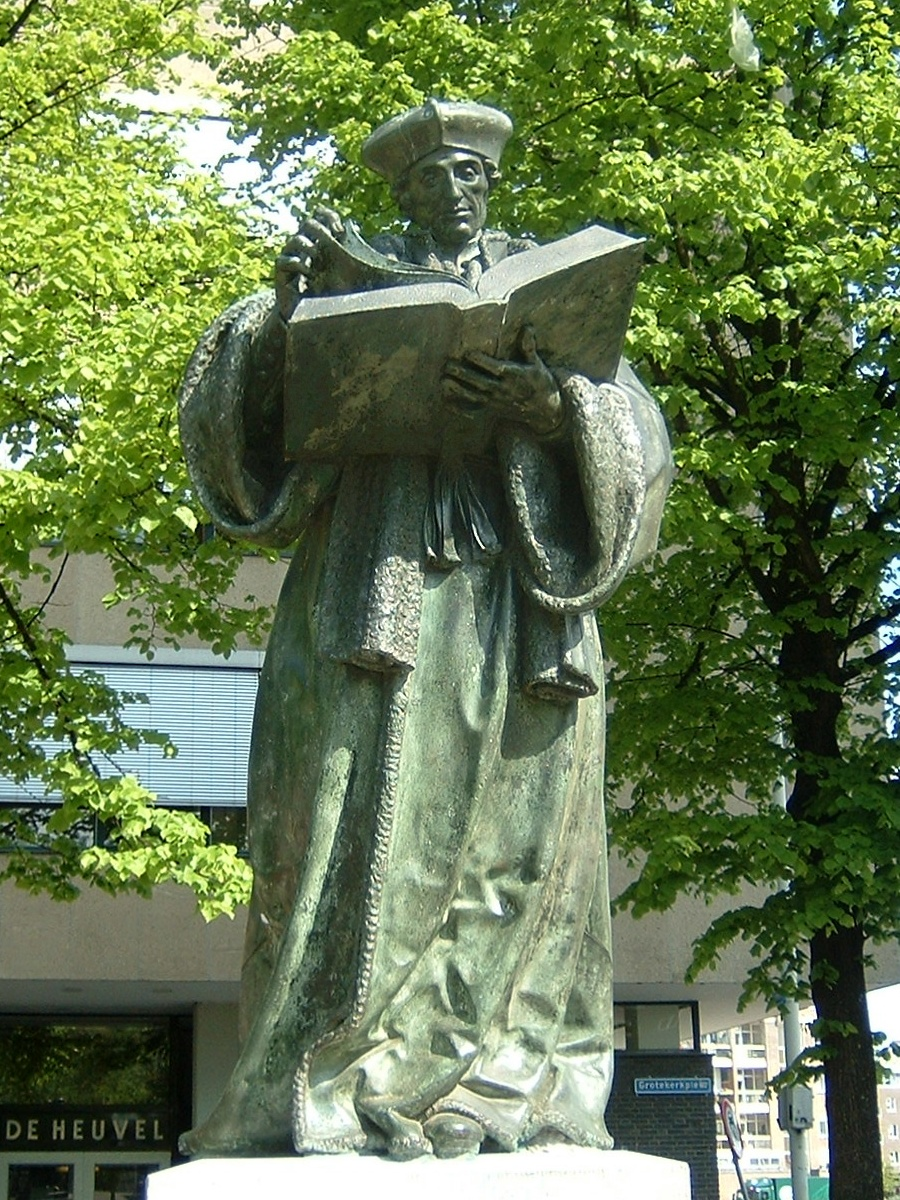
Erasmusstandbeeld (2005)
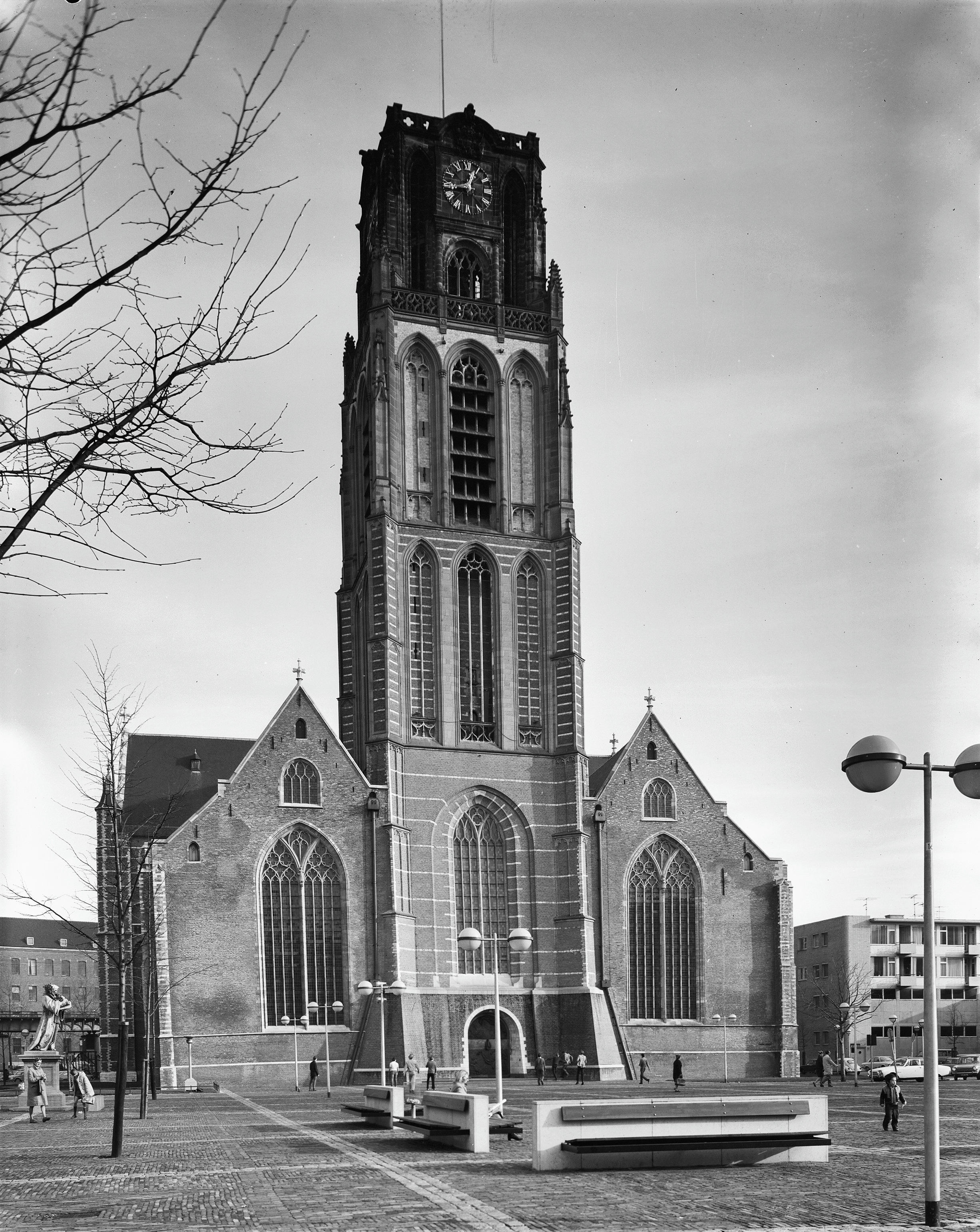
Grotekerkplein in 1970